# Corymbia grandifolia
Corymbia grandifolia är en myrtenväxtart som först beskrevs av Robert Brown och George Bentham, och fick sitt nu gällande namn av Kenneth D. Hill och Lawrence Alexander Sidney Johnson. Corymbia grandifolia ingår i släktet Corymbia och familjen myrtenväxter.

## Underarter
Arten delas in i följande underarter:
- C. g. grandifolia
- C. g. lamprocardia
- C. g. longa